# Фридрих Карл фон Золмс-Барут
Фридрих Карл Леополд фон Золмс-Барут (на немски: Friedrich Carl Leopold zu Solms-Baruth; * 27 октомври 1757 в дворец Барут, Бранденбург; † 7 август 1801 в Касел) от род Золмс е граф на Золмс-Барут от 1787 до 1801 г.
Той е син на граф Фридрих Готлиб Хайнрих фон Золмс-Барут (1725 – 1787) и съпругата му принцеса София Луиза фон Анхалт-Бернбург (1732 – 1786), дъщеря на княз Виктор II Фридрих фон Анхалт-Бернбург.

## Фамилия
Фридрих Карл Леополд се жени на 23 юли 1787 г. в Барут за графиня Георгина фон Валвиц (* 23 април 1768, † 7 февруари 1839). Те имат децата:
- Фридерика Вилхелмина Георгета (* 24 декември 1788 в Барут, † 16 май 1828), омъжена на 9 октомври 1815 г. в Барут за граф Фридрих Вилхелм фон Райхенбах-Гошюц (1779 – 1857)
- Фридрих Карл Георг (* 23 август 1792 в Барут; † 16 март 1795 в Барут)
- Фридрих Хайнрих Лудвиг (* 3 август 1795; † 1 февруари 1879), граф на Золмс-Барут (1801 – 1879), женен I. на 3 май 1820 г. за графиня Берта фон Золмс-Барут (1801 – 1832), II. на 30 май 1835 г. в Бортен за графиня Ида фон Валвиц (1810 – 1869). От първия му брак е баща на Фридрих (1821 – 1904), 1888 г. първият княз на Золмс-Барут.